# Гросзолт
Гросзолт (њем. Großsolt) општина је у њемачкој савезној држави Шлезвиг-Холштајн. Једно је од 134 општинска средишта округа Шлезвиг-Фленсбург. Према процјени из 2010. у општини је живјело 1.898 становника. Посједује регионалну шифру (AGS) 1059116.

## Географски и демографски подаци
Гросзолт се налази у савезној држави Шлезвиг-Холштајн у округу Шлезвиг-Фленсбург. Општина се налази на надморској висини од 29 метара. Површина општине износи 25,1 km². У самом мјесту је, према процјени из 2010. године, живјело 1.898 становника. Просјечна густина становништва износи 76 становника/km².